# Scylaceus pallidus
Scylaceus pallidus là một loài nhện trong họ Linyphiidae.
Loài này thuộc chi Scylaceus. Scylaceus pallidus được James Henry Emerton miêu tả năm 1882.